# Schiffsanleger (Port Askaig)

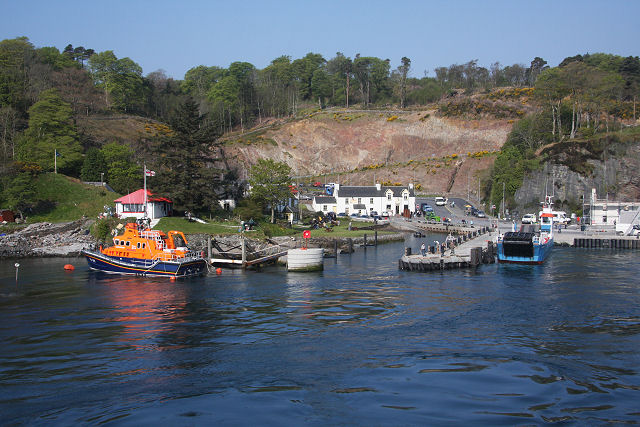
Schiffsanleger von Port Askaig

Der Schiffsanleger von Port Askaig ist die Anlegestelle für Fährschiffe in Port Askaig auf der schottischen Hebrideninsel Islay. Er befindet sich am Islay-Sund und bildet den Endpunkt der A846 auf Islay, die auf der gegenüberliegenden Insel Jura am Anleger in Feolin fortgesetzt wird. Zunächst wurde das Bauwerk am 20. Juli 1971 als Teil eines Ensembles in die Kategorie B der schottischen Denkmallisten eingetragen. Im Jahre 2006 wurde dieses Denkmalensemble aufgelöst und es erfolgte eine Umkategorisierung als Einzeldenkmal in der Kategorie C.
Ab dem Anleger existieren zwei regelmäßig betriebene Fährverbindungen. Eine von Caledonian MacBrayne betriebene Auto- und Personenfähre steuert von Kennacraig auf der Halbinsel Kintyre aus Port Askaig im Wechsel mit Islays zweitem Fährhafen, Port Ellen, an. Die zweite Fähre verbindet Islay mit Feolin auf der Nachbarinsel Jura und bietet den einzigen regelmäßigen Transportweg für Fahrzeuge nach Jura.

## Beschreibung
Der exakte Bauzeitpunkt des Bauwerks ist nicht verzeichnet, sodass nur das frühere 19. Jahrhundert als Bauzeitraum angegeben werden kann. Der Anleger wurde aus großen Steinen gebaut. Da er zwischenzeitlich asphaltiert wurde, befindet er sich nicht mehr im Originalzustand. Am nördlichen Ende wird das Bauwerk durch eine Slipanlage ergänzt.